# Taluzusua
Taluzusua is een bestuurslaag in het regentschap Nias Selatan van de provincie Noord-Sumatra, Indonesië. Taluzusua telt 1008 inwoners (volkstelling 2010).